# Prędkość orbitalna
Prędkość orbitalna – prędkość, z jaką porusza się ciało po orbicie.

## Orbita kołowa
Na orbicie kołowej orbitujące ciało o masie niewielkiej w porównaniu z masą ciała centralnego porusza się po okręgu o środku w środku obieganego ciała. W ruchu tym siłą dośrodkową jest siła grawitacji, zatem:
{\displaystyle {\frac {GMm}{r^{2}}}={\frac {mv^{2}}{r}}}
i dlatego
{\displaystyle v={\sqrt {\frac {GM}{r}}},}
gdzie:
{\displaystyle G} – stała grawitacyjna,
{\displaystyle M} – masa ciała okrążanego, np. planety,
{\displaystyle m} – masa ciała krążącego, np. statku kosmicznego,
{\displaystyle r} – promień orbity,
{\displaystyle v} – prędkość orbitalna.
Inny sposób wyprowadzenia wzoru opisano poniżej:
Pewne ciało znajduje się na powierzchni pewnego ciała niebieskiego. Odległość od jego środka wynosi {\displaystyle R.} Ciało to porusza się z pewną prędkością {\displaystyle v,} w kierunku prostopadłym do prostej łączącej środki tych ciał. Po upływie niewielkiego czasu {\displaystyle dt,} ciało przebywa niewielką drogę {\displaystyle ds,} w wyniku czego wysokość ciała zmieni się o {\displaystyle dh} od środka ciała niebieskiego, tak więc odległość od jego środka wynosi wówczas {\displaystyle R+dh.} Punkty: początkowego położenia ciała, końcowego położenia ciała oraz środka ciała niebieskiego, są wierzchołkami trójkąta prostokątnego. Korzystając z twierdzenia Pitagorasa dla tych punktów:
{\displaystyle R^{2}+(ds)^{2}=(R+dh)^{2}.}
Przebywając drogę {\displaystyle ds,} ciało spada o {\displaystyle dh.} Zadanie polega więc na wyznaczeniu prędkości {\displaystyle v,} z jaką ciało ma się poruszać, co sprowadza się do wyznaczenia czasu jej przebycia. Czas ten musi być równy czasowi spadania z wysokości tak, aby po jego upływie ciało nadal znajdowało się w takiej samej odległości od ciała niebieskiego, dzięki czemu jego tor ruchu będzie okręgiem. Wysokość od ciała niebieskiego {\displaystyle h,} na której znajduje się ciało, z której upada ono na powierzchnię po upływie czasu {\displaystyle t,} dla zaniedbywalnie małych wysokości, wyraża się wzorem:
{\displaystyle h={\frac {1}{2}}at^{2},}
gdzie {\displaystyle a} jest przyspieszeniem grawitacyjnym występującym w miejscu gdzie znajduje się orbitujące ciało.
Wzór ten jest tym bardziej prawdziwy dla różniczek wysokości {\displaystyle dh} i czasu {\displaystyle dt,} gdyż różniczka wysokości dąży do 0, a więc {\displaystyle dh\to 0,} jest więc zaniedbywalnie mała.
{\displaystyle dh={\frac {1}{2}}a(dt)^{2}.}
Podstawiając za {\displaystyle dh} powyższy wzór do otrzymanej zależności wynikającej z twierdzenia Pitagorasa, otrzymujemy:
{\displaystyle R^{2}+(ds)^{2}=\left(R+{\frac {1}{2}}a(dt)^{2}\right)^{2}.}
Od obu stron równania odejmujemy {\displaystyle R^{2}}
{\displaystyle (ds)^{2}=\left(R+{\frac {1}{2}}a(dt)^{2}\right)^{2}-R^{2}.}
W ruchu jednostajnym prędkość jest pochodną przebytej drogi po czasie:
{\displaystyle v={\frac {ds}{dt}}.}
Obie strony równania podnosimy do kwadratu.
{\displaystyle v^{2}=\left({\frac {ds}{dt}}\right)^{2}={\frac {(ds)^{2}}{(dt)^{2}}}.}
Podstawiając za {\displaystyle (ds)^{2}} powyższy wzór, otrzymujemy:
{\displaystyle {\begin{aligned}v^{2}&={\frac {\left(R+{\frac {1}{2}}a(dt)^{2}\right)^{2}-R^{2}}{(dt)^{2}}}\\&={\frac {R^{2}+{\frac {1}{4}}a^{2}(dt)^{4}+aR(dt)^{2}-R^{2}}{(dt)^{2}}}\\&={\frac {{\frac {1}{4}}a^{2}(dt)^{4}+aR(dt)^{2}}{(dt)^{2}}}\\&={\frac {1}{4}}a^{2}(dt)^{2}+aR.\end{aligned}}}
Ponieważ {\displaystyle dt\to 0,} więc {\displaystyle {\frac {1}{4}}a^{2}(dt)^{2}\to 0.} Ostatecznie otrzymujemy:
{\displaystyle v^{2}=aR.}
Pierwiastkujemy obie strony równania:
{\displaystyle v={\sqrt {aR}}.}
Wartość przyspieszenia grawitacyjnego wyznaczyć można z zależności:
{\displaystyle a={\frac {GM}{R^{2}}},}
gdzie:
{\displaystyle G} – stała grawitacji,
{\displaystyle M} – masa ciała niebieskiego.
Podstawiając za {\displaystyle a} powyższą zależność, otrzymujemy ostatecznie wzór na pierwszą prędkość kosmiczną:
{\displaystyle v={\sqrt {{\frac {GM}{R^{2}}}\cdot R}},}
{\displaystyle v_{I}={\sqrt {\frac {GM}{R}}}.}
Prędkość orbitalną na orbicie kołowej można też wyznaczyć, znając okres obiegu i promień orbity
{\displaystyle v={\frac {2\pi r}{T}},}
gdzie:
{\displaystyle T} – okres orbitalny.

## Orbita eliptyczna
W przypadku orbity eliptycznej prędkość orbitalna ciała zmienia się wzdłuż orbity i jest największa w perycentrum, a najmniejsza w apocentrum orbity. Wartość tej prędkości w dowolnym punkcie orbity można wyznaczyć z drugiego prawa Keplera lub z zasady zachowania energii.